# George Nelson
George Driver Nelson (* 13. července 1950 Charles City, stát Iowa, Spojené státy americké), vědec a astronaut. Ve vesmíru byl třikrát.

## Životopis
V roce 1972 ukončil s diplomem inženýra fyziky studium na univerzitě Harvey Mudd College. O pět let později obhájil doktorát astronomie na univerzitě v Seattlu – Washingtonu (University of Washington). Oženil se, stal se otcem dvou dětí. V roce 1978 byl vybrán mezi budoucí astronauty, absolvoval výcvikový kurz v Houstonu a byl zařazen mezi astronauty. V letech 1984 až 1988 byl třikrát ve vesmíru. Měl přezdívku Pinky. V roce 1993 byl vyučujícím astronomie na Washingtonské univerzitě.

## Lety do vesmíru
Ve svých 33 letech se dr. Nelson dostal do vesmíru poprvé jako astronaut – specialista. Byla to sedmidenní mise STS-41-C s raketoplánem Challenger, v COSPAR později katalogizována jako 1984-034A. Na palubě byla pětičlenná posádka, která dokázala vypustit z nákladového prostoru raketoplánu na oběžnou dráhu Země 15 metrů dlouhou družici LDEF (Long Duration Exposure Facility), pak pomocí manipulátoru RMS (Remote Manipulator System) zachytili poškozenou družici pro výzkum Slunce Solar Maximum Mission (SMM), v nákladovém prostoru raketoplánu ji opravili a funkční vypustili na oběžnou dráhu. Přitom absolvoval Nelson dva výstupy do vesmíru (EVA) v celkové délce 11 hodin.
O dva roky letěl v jiném raketoplánu podruhé, tentokrát mise STS-61-C (COSPAR 1986-003A) trvala 6 dní, posádka byla sedmičlenná. Nelsonové zde byli dva, George zde byl jako letový specialista. Během letu vypustili telekomunikační družici Satcom.
Po dalších dvou rocích letěl Nelson na oběžnou dráhu Země potřetí. S raketoplánem Discovery to byla krátká, jen čtyřdenní mise STS-26 (COSPAR 1988-091A), v posádce bylo 5 astronautů. Během letu dopravili na oběžnou dráhu družici TDRS-C i s urychlovací dvoustupňovou raketou.

### Lety v kostce
- STS-41-C Challenger (raketoplán) start 6. duben 1984, přistání 13. duben 1984
- STS-61-C Columbia (raketoplán) start 12. leden 1986, přistání 18. leden 1986
- STS-26 Discovery (raketoplán) start 29. září 1988, přistání 3. říjen 1988

Všechny tři lety začaly startem na Kennedyho kosmickém středisku na Floridě, mysu Canaveral a končily přistáním na kosmodromu a vojenské letecké základně Edwards Air Force Base v Kalifornii.